# Хаз, Хамза
Хамза Хаз (индон. Hamzah Haz; 15 февраля 1940, Кетапанг — 24 июля 2024, Джакарта) — индонезийский политический деятель. Вице-президент Индонезии (2001—2004), министр-координатор по вопросам народного благосостояния Индонезии (1999).

## Биография
Хамза Хаз родился 15 февраля 1940 года в городе Кетапанг. В молодости работал журналистом в Понтианаке, позже преподавал экономику в Университете Танджунгпуры.
Политическая карьера Хамзы Хаза началась в 1968 году, когда он был избран депутатом провинциального парламента Западного Калимантана. Позднее он переехал в Джакарту; в 1971 году стал членом парламента, войдя во фракцию партии Нахдатул Улама. В 1973 году, после того, как Нахдатул Улама вошла в состав Партии единства и развития (ПЕР), стал членом этой партии.
В 1998—1999 годах был министром по делам инвестиций в кабинете Бухаруддина Юсуфа Хабиби. На парламентских выборах 1999 года был лидером ПЕР, позже возглавлял её фракцию в парламенте, где она была третьей по величине. В октябре 1999 года стал министром-координатором (министром, курирующим несколько министерств одной отрасли) в правительстве Абдуррахмана Вахида, однако покинул эту должность месяц спустя; после отставки резко критиковал Вахида. В правительстве Мегавати Сукарнопутри занимал пост вице-президента.
На президентских выборах 2004 года был одним из кандидатов в президенты, в паре с ним в качестве кандидата в вице-президенты баллотировался Агум Гумелар. По итогам предвыборной кампании занял последнее, пятое место, получив 3 % голосов избирателей.
Имеет степень доктора философии Всемирного американского университета — не имеющего государственной аккредитации вуза; сообщается, что он приобрёл эту степень за 1200 долларов.

## Высказывания
Хамза Хаз неоднократно высказывался в поддержку радикальных исламистов. Известно о его тесных отношениях с лидером террористической организации Джемаа Исламия Абу Бакар Бааширом; во время своего пребывания на посту вице-президента Хаз публично пригласил Башира на обед, а также посетил религиозную школу джихадистов Аль-Мукмин. Вплоть до ареста Баашира в октябре 2002 года Хаз отрицал его связь с терроризмом: «Если вы хотите арестовать Абу Бакар Баашира, вам придётся сначала иметь дело со мной» (англ. «If you want to arrest Abu Bakar Bashir, you will have to deal with me first») — заявлял он. Однако, по мнению журнала Time и ряда других авторитетных изданий, отношения Хаза и Баашира определялись не столько личной симпатией, сколько стремлением Хаза заручиться поддержкой избирателей-мусульман на выборах 2004 года.
3 сентября 2003 года Хаз в одном из своих выступлений назвал США королём террористов (англ. terrorist king), обвинив их в развязывании войны в Ираке.

## Семья
По данным Управления делами вице-президента, Хамза Хаз имеет двух жён: Асманию (индон. Asmaniah, род. 27 июля 1942 года) и Титин Картини (индон. Titin Kartini, род. 4 мая 1946 года). От официальных жён он имеет 12 детей. Согласно неофициальным источникам, у Хаза есть и третья жена, Сорайя (индон. Soraya), и трое детей от неё; тем не менее, Хаз не признал публично существование этого брака.
Сын Хамзы Хаза, Нур Агус Хаз (индон. Nur Agus Haz) является депутатом индонезийского парламента от ПЕР.

## Смерть
Умер 24 июля 2024 года в клинике Тегалан, Восточная Джакарта, когда он проходил лечение от неизвестного заболевания. Его смерть указана как естественная. Он похоронен на частном семейном кладбище рядом с мечетью, которую он построил в Богоре.

## Награды
- Орден «Звезда Республики Индонезии» 2-й степени (2001)[17];
- Орден «Звезда Махапутра» 1-й степени;.